# Noordeinde (Oldebroek)
Noordeinde is een dorpje gelegen nabij het Drontermeer tussen Kampen en Elburg, in de gemeente Oldebroek in de Nederlandse provincie Gelderland. Het dorp telde in 2023 zo'n 255 inwoners.

## Beschrijving
Tot in de jaren 1970 viel Noordeinde onder de gemeente Doornspijk en werd aangeduid als Kampernieuwstad. Bij de herstructurering van diverse gemeentes in Noord-Gelderland is de naam Kampernieuwstad officieel veranderd in Noordeinde. In oude atlassen is Noordeinde nog te vinden als Kampernieuwstad. Het is de meest noordelijke plaats van Gelderland.
Noordeinde speelde een rol gedurende de Franse bezetting begin 19e eeuw. In de voormalige basisschool op de dijk was een Franse douanepost gevestigd. Er werd tijdens de bezetting veel gesmokkeld over de Zuiderzee en de douanepost moest ervoor zorgen dat de smokkelactiviteiten enigszins werden aangepakt.
In 1845 werd het kerkje van Noordeinde gebouwd. Het kwam in de plaats van de afgebroken kerk die zo'n drie kilometer zuidelijker in Kerkdorp stond. Feitelijk was het kerkje van Noordeinde een gecombineerde woning voor de predikant met een lokaliteit voor de samenkomsten.

## Zie ook

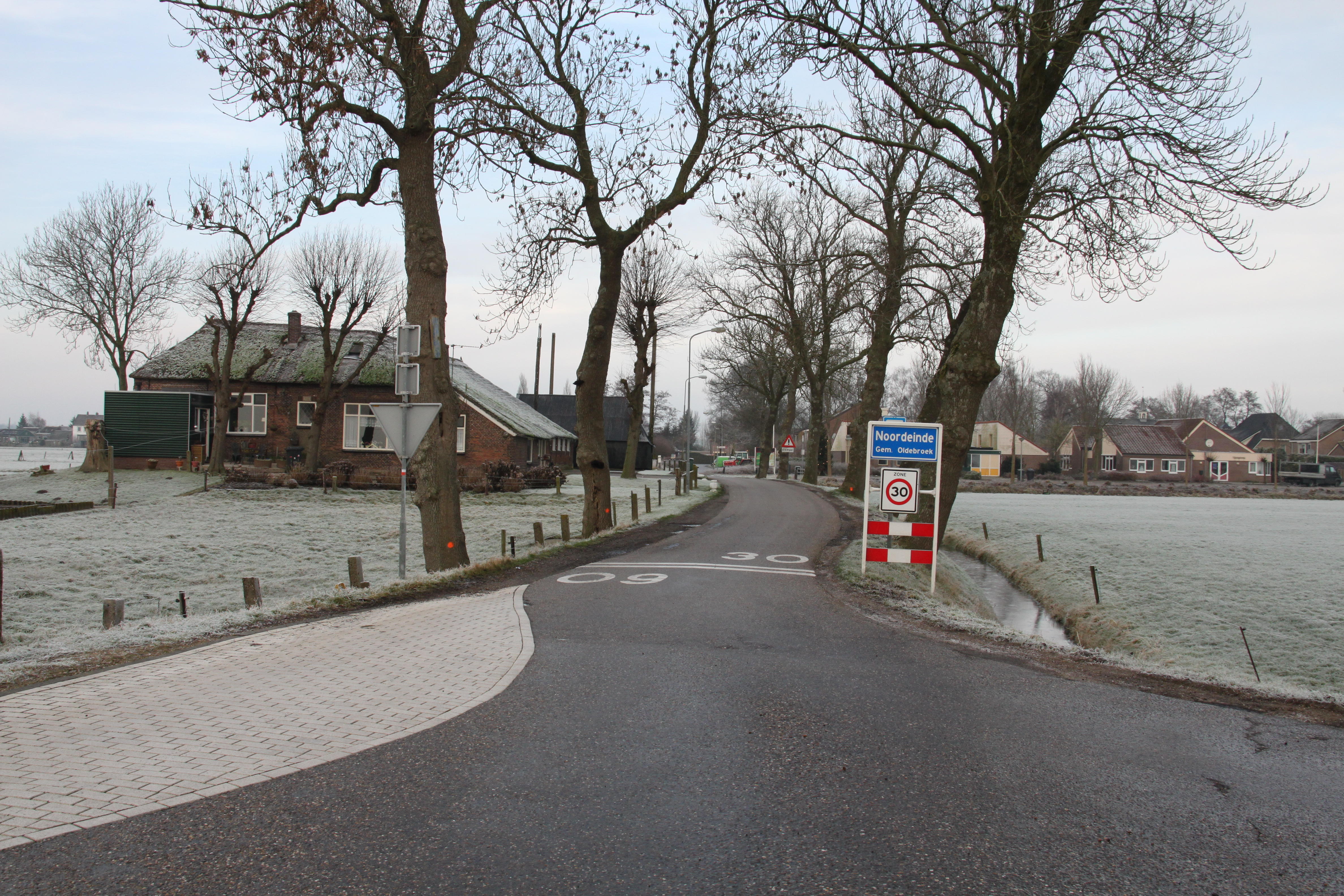
begin bebouwde kom van Noordeinde
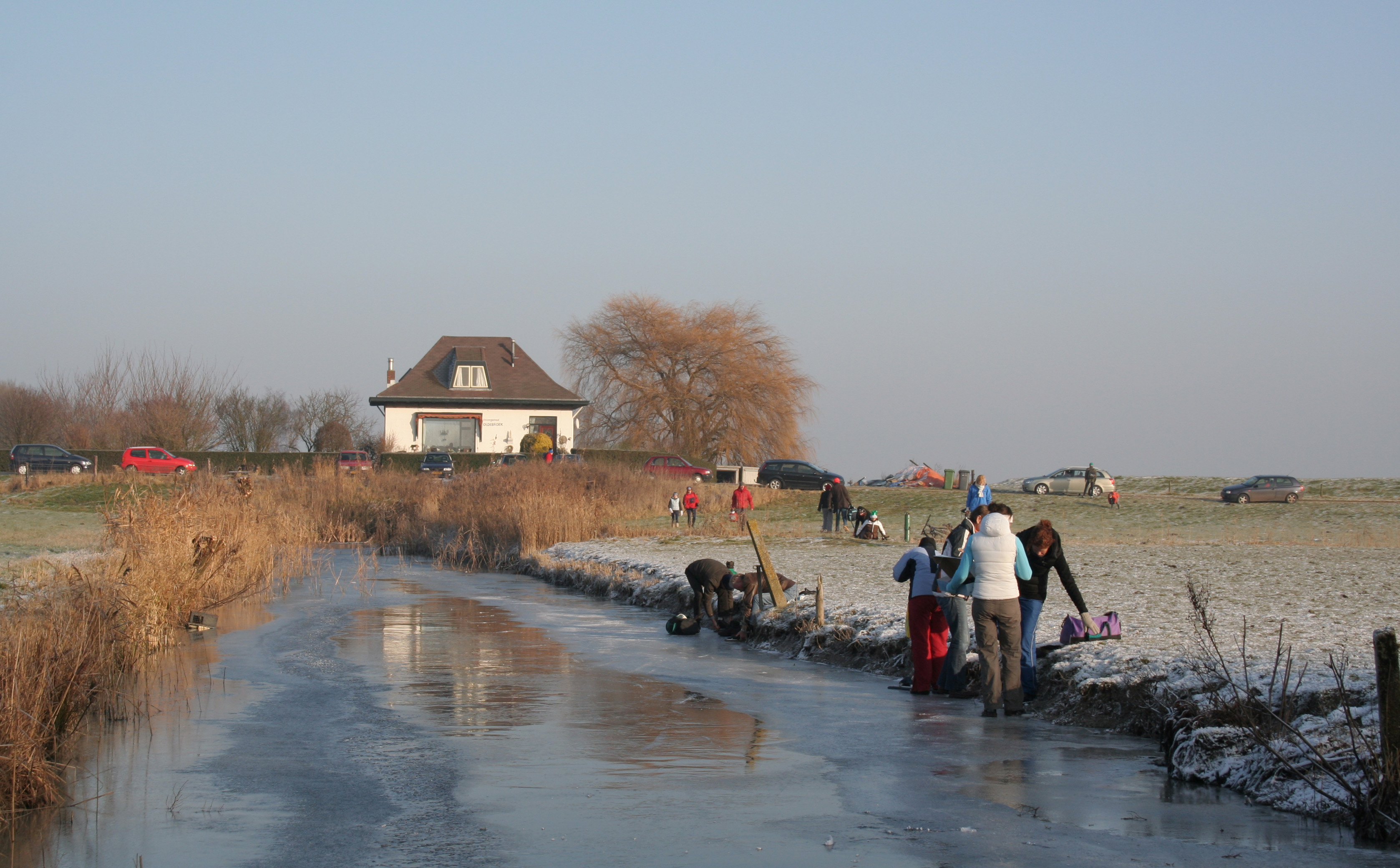
Het voormalige stoomgemaal in Noordeinde met schaatsers